# NGC 2281
NGC 2281 è un ammasso aperto visibile nella costellazione dell'Auriga.

## Osservazione

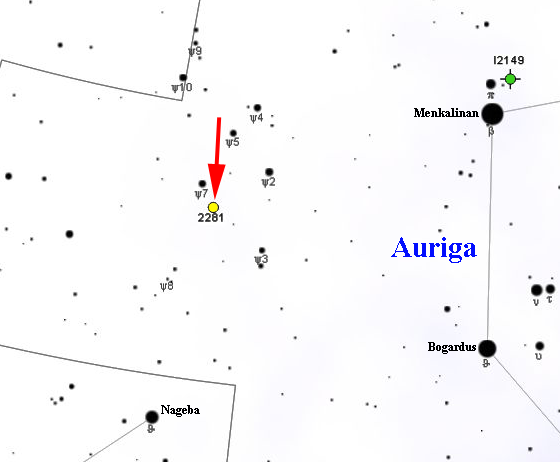
Mappa per individuare NGC 2281.

Si trova nella parte orientale della costellazione, a nord dei Gemelli; è visibile anche attraverso un binocolo 10x50 come una macchia chiara allungata in senso est-ovest. Le sue cinque componenti più luminose, di decima magnitudine, sono ben visibili anche attraverso un telescopio da 80mm: queste stelline dominano l'ammasso in senso assoluto, perché le restanti componenti sono molto meno brillanti e invisibili ai piccoli strumenti; con un telescopio da 200mm sono evidenti fino a una trentina di stelle, raggruppate principalmente secondo un asse est-ovest.
La declinazione moderatamente settentrionale di quest'ammasso favorisce gli osservatori dell'emisfero nord, sebbene si presenti circumpolare solo a partire da latitudini elevate; dall'emisfero australe la sua osservazione risulta penalizzata in particolare dalle regioni situate a elevate latitudini meridionali. Il periodo migliore per la sua osservazione nel cielo serale è quello compreso fra novembre e aprile.

## Storia delle osservazioni
NGC 2281 venne individuato per la prima volta da William Herschel nel 1788 attraverso un telescopio riflettore da 18,7 pollici; suo figlio John Herschel lo riosservò in seguito e lo inserì poi nel suo General Catalogue of Nebulae and Clusters col numero 1451.

## Caratteristiche
NGC 2281 è un ammasso piuttosto povero, anche se ben contrastato rispetto ai campi stellari di fondo; situato alla distanza di 558 parsec (1820 anni luce), ricade all'interno del Braccio di Orione, in una regione situata poco oltre la Nube di Perseo. Giace a un'elevata latitudine galattica, a quasi 17° dall'equatore galattico.
Due delle sue componenti principali hanno classe spettrale K, ossia si tratta di stelle giganti rosse prossime alla fine del loro ciclo vitale, il che evidenzia che l'ammasso è già piuttosto evoluto; la sua età è infatti pari a 360 milioni di anni, ossia circa due terzi dell'età delle Iadi o del Presepe. A queste si aggiunge una gigante gialla di classe G8. Il punto di turnoff nella sequenza principale delle stelle dell'ammasso è A0; ciò significa che non ci sono stelle di sequenza principale aventi classe O e B. A differenza di molti ammassi aperti, non vi è alcuna concentrazione apparente verso il centro.